# North Plains, Oregon
North Plains là một thành phố trong Quận Washington, Oregon, Hoa Kỳ. Dân số theo điều tra năm 2000 là 1.605 người. Ước tính năm 2007 là 1.755 cư dân. Câu lạc bộ Golf Pumpkin Ridge nằm ngay bên ngoài thị trấn là nơi tổ chức Giải Golf Phụ nữ Mở rộng năm 1997 và 2003.

## Địa lý
North Plains nằm ở vị trí 45°35′50″B 122°59′53″T / 45,59722°B 122,99806°TĐã đưa tham số không hợp lệ vào hàm {{#coordinates:}} (45.597093, -122.998081).1
Theo Cục điều tra dân số Hoa Kỳ, thành phố có tổng diện tích 0,8 dặm vuông Anh (1,28 km²), tất cả đều là mặt đất.
According to the United States Census Bureau, the city has a total area of 0.8 square miles (2.0 km²), all of it land.